# 连州 (唐朝)
连州，中国唐朝时设置的州。
唐德宗贞元二年（786年）招抚筠州（今云南省彝良县洛旺乡）獠人南广蛮溪洞设置连州，属戎州都督府，治当为县（今云南省威信县长安镇，一说在四川省筠连县西南廉溪场）。直到宋朝时，筠州也没有被南诏、大理国吞并，属叙州。元朝时与筠州合并为筠连州（今四川省筠连县）。